# 16PF
El 16PF és un prova de personalitat d'àmplia aplicació i que des de la seva creació per Raymond Cattell, el 1949, ha patit cinc modificacions (la versió actual és del 1993). El seu nom ve perquè mesura la puntuació de l'individu en setze trets de la seva personalitat (que, després, es poden agrupar en cinc grans grups per definir el seu caràcter), obtinguda mitjançant un qüestionari d'elecció múltiple; la majoria de preguntes al·ludeixen a una situació quotidiana i una possible resposta; així, s'eviten parcialment les manipulacions que sorgeixen quan es pregunta a l'individu directament per com es veu o com és. S'usa especialment en les escoles i per a l'orientació vocacional.
La prova dona puntuacions per als següents trets de la personalitat:
- Calidesa: una persona amb altes puntuacions és participativa i atenta, mentre que una amb baixa puntuació és més distant,
- Racionalitat: mesura si l'individu aprèn ràpidament, té un alt quocient intel·lectual i capacitat d'abstracció i tendeix a guiar-se per la raó o no,
- Estabilitat emocional,
- Dominància: prediu si una persona és agressiva i amb tendència al lideratge o submisa i amb tendència a evitar el conflicte,
- Vivacitat: una alta puntuació indica espontaneïtat i entusiasme mentre que un baix percentatge és propi de persones serioses, prudents o callades,
- Consciència: mesura el grau de compliment de la norma i el sentit del deure,
- Extraversió,
- Sensibilitat: les puntuacions elevades s'associen a individus que miren l'estètica, que són emotius i intuïtius, enfront dels més pragmàtics, racionals i poc propensos al sentit figurat,
- confiança,
- imaginació,
- Privadesa: les persones amb alta privadesa són reservades, diplomàtiques, polides i discretes, mentre que les que tenen poca privadesa acostumen a ser més innocents, senzilles i obertes,
- Aprensió: una alta aprensió és sinònim de preocupacions, inseguretats o sentiment de culpa,
- Predisposició al canvi,
- Autosuficiència: l'individu autosuficient confia en els seus propis recursos i no té por a la solitud, enfront del qui depèn més dels altres i la seva opinió,
- Perfeccionisme,
- Tensió: la persona amb una puntuació elevada és impacient, acumula ansietat i pot caure en la frustració, i en canvi els que tenen poca tensió són més pacients, actuen lentament i són tranquils.

Tothom té en major o menor mesura aquests trets, la combinació dels més dominants amb els menys desenvolupats és el que fa diferenciar la manera de ser.